# 陈竞 (演员)
陈竞，湖南长沙人，上海戏剧学院肄业，中国大陆男演员、主持人。

## 生平
陈竞出生在湖南省长沙市。12岁时，陈竞加入长沙电台少儿节目《小百灵》。陈竞从上海戏剧学院毕业后，加入中国中央电视台《中国音乐电视》栏目。后来，陈竞加入北京电视台，主持《生活秀》、《生活气象》、《我爱我车》、《超级出租车》、《生活无间报》、《生活面对面》等。

## 电视剧
| 年份 | 片名         | 角色     | 备注  |
| ---- | ------------ | -------- | ----- |
| 2014 | 爆米花       | 李       | [ 2 ] |
| 2015 | 失婚男女     | 陈主播   |       |
| 2016 | 饮食男女     | 毒舌记者 | [ 3 ] |
| 2018 | 大学宿舍生活 | 学长     |       |
| 2020 | 二十不惑     | 陈总监   |       |